# BVV Hertogenbosch
El BVV Hertogenbosch es un equipo de fútbol neerlandés de Den Bosch que juega en la Vierde klasse, la novena división de fútbol en el país.

## Historia
Fue fundado el 8 de octubre de 1906 en la ciudad de Hertogenbosch por los fabricantes de cigarros Gijs van Leur y Jan Hootsmans con el nombre NOAD, pero 11 años después lo cambiaron por su nombre actual por la confusión con el club NOAD de Tilburg. 
Al finalizar la Segunda Guerra Mundial el club logra su primer título importante, el cual fue ganar el Campeonato de los Países Bajos en 1948 liderados por el escocés Charles Jackson. En 1956 se convirtió en uno de los equipos fundadores de la Eredivisie, terminando la temporada de 1956/57 en 15º lugar, pero descendieron en la temporada siguiente tras terminar en último lugar entre 18 equipos y al finalizar la temporada se fusionan con el Wilhelmina para crear al FC Den Bosch, pero el club no desapareció, sino más bien se convirtieron en un equipo de categoría aficionada.

## Palmarés
- Campeonato de los Países Bajos: 1

1948
- Copa Aficionada de los Países Bajos: 1

1992
- Balón de Plata: 3

1945, 1946, 1950
- Copa del Distrito Sur: 3

1992, 1995, 1997

## Jugadores

### Jugadores destacados
| - Charles Jackson - Kees Krijgh - Max van Beurden - Cor Huijbregts | - Piet van der Sluijs - Piet van Overbeek - Dré Saris |